# Campeonato Nacional de Fútbol Playa de Panamá
El Campeonato Nacional de Fútbol Playa de Panamá (CN Fútbol Playa) es un torneo a nivel nacional en Panamá en el que participan las selecciones provinciales que componen la FEPAFUT. 

## Palmarés

### Campeonatos por año
| Año                  | Campeón       | SubCampeón |
| CN Fútbol Playa 2017 | San Miguelito | Coclé      |
| CN Fútbol Playa 2018 | San Miguelito | Los Santos |
| CN Fútbol Playa 2019 | Coclé         | Darién     |

### Palmarés por equipo
| Equipo        | Títulos | Subtítulos | Años campeón |
| ------------- | ------- | ---------- | ------------ |
| San Miguelito | 2       |            | 2017, 2018   |
| Coclé         | 1       | 1          | 2019         |
| Los Santos    |         | 1          |              |
| Darién        |         | 1          |              |